# 米爾維爾 (明尼蘇達州)
米爾維爾（英語：Millville）是一個位於美國明尼蘇達州瓦巴沙縣的城市。

## 人口
根據2020年美國人口普查的數據，米爾維爾的面積為0.40平方千米，當中陸地面積為0.39平方千米，而水域面積為0.01平方千米。當地共有人口151人，而人口密度為每平方千米378人。